# Pánuco
El Pánuco o riu de Canoas és un riu mexicà alimentat per diversos afluents, inclòs el riu Moctezuma, que desemboca al golf de Mèxic. El riu té aproximadament 508 quilòmetres de llarg i travessa o limita amb els estats de San Luis Potosí, Veracruz i Tamaulipas, Hidalgo, Querétaro. Segons l'Atles de Mèxic, és el quart riu més gran de Mèxic per volum d'escorrentia, i forma la sisena conca hidrogràfica més gran de Mèxic per àrea.
El riu Pánuco drena una conca de 98.227 km², que inclou porcions de l'Altiplà Mexicà, la Sierra Madre Oriental i la Plana costanera del Golf.
El Pánuco està format per la confluència dels seus dos principals afluents, el Moctezuma i el Tampaón (o Tamuín).
El Moctezuma s'origina a l'altiplà mexicà i els seus rierols de capçalera inclouen el riu Tula. Corre cap al nord, formant la frontera estatal entre Hidalgo i Querétaro, mentre avança cap a San Luis Potosí, abans de girar cap a l'est per tallar un profund canó a través de la Sierra Madre Oriental. Un cop emergint a la plana costanera del Golf, discorre cap al nord-est, unit des del sud pel riu Tempoal abans d'unir-se al Tampaón a Veracruz.
El Santa María i el Río Verde també tenen el seu origen a l'altiplà mexicà, al nord del Moctezuma. Solquen canons a través de la serra, on s'uneixen per formar el Tampaón, que continua cap a l'est passant la serra fins a la plana costanera del golf per unir-se al Moctezuma. Desemboca a la ciutat de Tampico.